# 向阳街道 (洮南市)
向阳街道，是中华人民共和国吉林省白城市洮南市下辖的一个乡镇级行政单位。

## 行政区划
向阳街道下辖以下地区：
凤凰山社区、联合社区、建业社区、朝阳村、玉成村、金光村、青松村、文化村、新村、安乐村和兴隆山村。